# John Caldwell
Pour les articles homonymes, voir Caldwell.
John Caldwell est un boxeur irlandais né le 7 mai 1938 à Belfast en Irlande du Nord et mort le 10 juillet 2009.

## Carrière
Il participe aux Jeux olympiques d'été de 1956 en combattant dans la catégorie des poids mouches et remporte la médaille de bronze.

### Parcours auxJeux olympiques
Jeux olympiques d'été de 1956 à Melbourne (poids mouches) :
- Bat Yaishwe Best (Burma) par KO au 3e round
- Bat Warner Batchelor (Australie) aux points
- Perd contre Mircea Dobrescu (Roumanie) aux points